# 比叙纳里茨-萨拉斯凯特
比叙纳里茨-萨拉斯凯特（法語：Bussunarits-Sarrasquette，法語發音：[bysynaʁits saʁaskɛt]）是法国大西洋比利牛斯省的一个市镇，位于该省南部偏西，属于巴约讷区。该市镇于1841年由原市镇比叙纳里茨（Bussunarits）和萨拉斯凯特（Sarrasquette）合并而成。

## 地理
比叙纳里茨-萨拉斯凯特（43°9'47"N, 1°10'4"W）面积12.04 平方千米，位于法国新阿基坦大区大西洋比利牛斯省，该省份为法国东南部省份，涵盖了贝阿恩与北巴斯克，西临大西洋比斯開灣，北至朗德省，东北接热尔省，东临上比利牛斯省，南与西班牙接壤。
与比叙纳里茨-萨拉斯凯特接壤的市镇（或旧市镇、城区）包括：阿阿克斯-阿尔谢特-巴斯卡桑、比斯坦斯-伊里贝里、加马尔特、奥斯塔、伊巴罗勒、拉卡尔、莱昆贝里、旧圣让。
比叙纳里茨-萨拉斯凯特的时区为UTC+01:00、UTC+02:00（夏令时）。

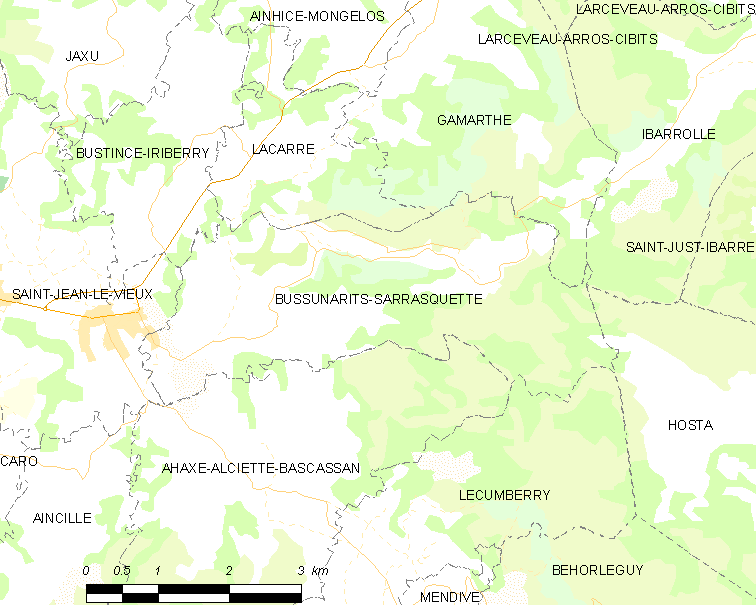
比叙纳里茨-萨拉斯凯特的OSM定位图

## 行政
比叙纳里茨-萨拉斯凯特的邮政编码为64220，INSEE市镇编码为64154。

## 政治
比叙纳里茨-萨拉斯凯特所属的省级选区为巴斯克山地县。

## 人口
比叙纳里茨-萨拉斯凯特于2022年1月1日时的人口数量为211人。

1962-2008年间比叙纳里茨-萨拉斯凯特人口变化图示